# Paavo Vara
Paavo Gideon Vara (till 1936 Vikman), född 20 oktober 1908 i Kyrkslätt, död 29 maj 1989, var en finländsk läkare.
Vara, som var son till stationsinspektor Axel Ferdinand Vikman och Vieno Impi Julenius, blev student 1926, medicine kandidat 1929, medicine licentiat 1934 samt medicine och kirurgie doktor 1943. Han var underläkare vid Lahtis kommunalsjukhus och förlossningsanstalt 1935–1936, biträdande läkare vid kvinnokliniken i Helsingfors 1936–1939, underläkare vid Viborgs kvinnosjukhus 1939, tillförordnad biträdande överläkare vid andra kvinnokliniken vid Helsingfors universitetscentralsjukhus 1940–1944, biträdande överläkare 1944–1951 och överläkare från 1958. Han var docent vid Helsingfors universitet 1944–1951, professor i barnförlossningskonst och gynekologi från 1951 och prodekanus i medicinska fakulteten från 1961. Han var chef för förlossnings- och kvinnosjukdomsavdelningen vid Mehiläinens sjukhus från 1948 och styrelsemedlem från samma år. Han var sekreterare i Finlands gynekologförening 1938–1945, viceordförande 1950–1952, ordförande från 1952 och ordförande i Helsingfors läkareförening från 1953.  Han blev sanitetsmajor 1943. 
Vara skrev Über den Einfluss des zu verschiedenen Zeitpunkten stattfindenden spontanen Blasensprungs auf den Geburtsverlauf mit besonderer Berücksichtigung des vorzeitigen Blasensprungs (akademisk avhandling, 1943) och andra vetenskapliga arbeten.